# Deutsche Bahn Gleisbau
Die  Deutsche Bahn Gleisbau GmbH (DBG) war eine Baugesellschaft der DB Bahnbau GmbH. Die Gesellschaft wurde 1991 gegründet. Sie hatte etwa 560 Mitarbeiter verteilt auf die Standorte Duisburg und Augsburg. Ihr Aufgabengebiet umfasste alle Standard- und Spezialarbeiten im Gleisoberbau. Mit Wirkung zum 1. Januar 2010 wurde sie auf die DB Bahnbau Gruppe verschmolzen.

## Eingesetzte Fahrzeuge
Kernstück des Fahrzeugparks waren die Gleisbaumaschinen. Der Fuhrpark umfasste hier:
- je zwei Stopfmaschinen und Schotterplaniermaschinen
- vier Gleisbaukräne mit Traglasten zwischen 15 und 125 Tonnen
- zwei Gleisvermessfahrzeuge des Typs EM-SAT
- mehrere Schwerkleinwagen der Bauarten Klv 53, Klv 54, GAF100 und Robel Bamowag

Für den Transport der Baumaschinen und die Versorgung der Baustellen sowie für Rangierdienste hielt die DBG zahlreiche Diesellokomotiven vor. Im Einzelnen handelte es sich dabei um
- eine Lok der Baureihe 203 (203 304)
- je zwei Loks der Baureihen 212 und 213 (212 097, 212 306, 213 332, 213 336)
- drei Loks der Baureihe 218 (218 287, 304 und 391)
- insgesamt sechs Kleinloks der Bauart Köf III (332 013, 062, 182 und 259, 333 145 und 335 220)